# 胖哥俩

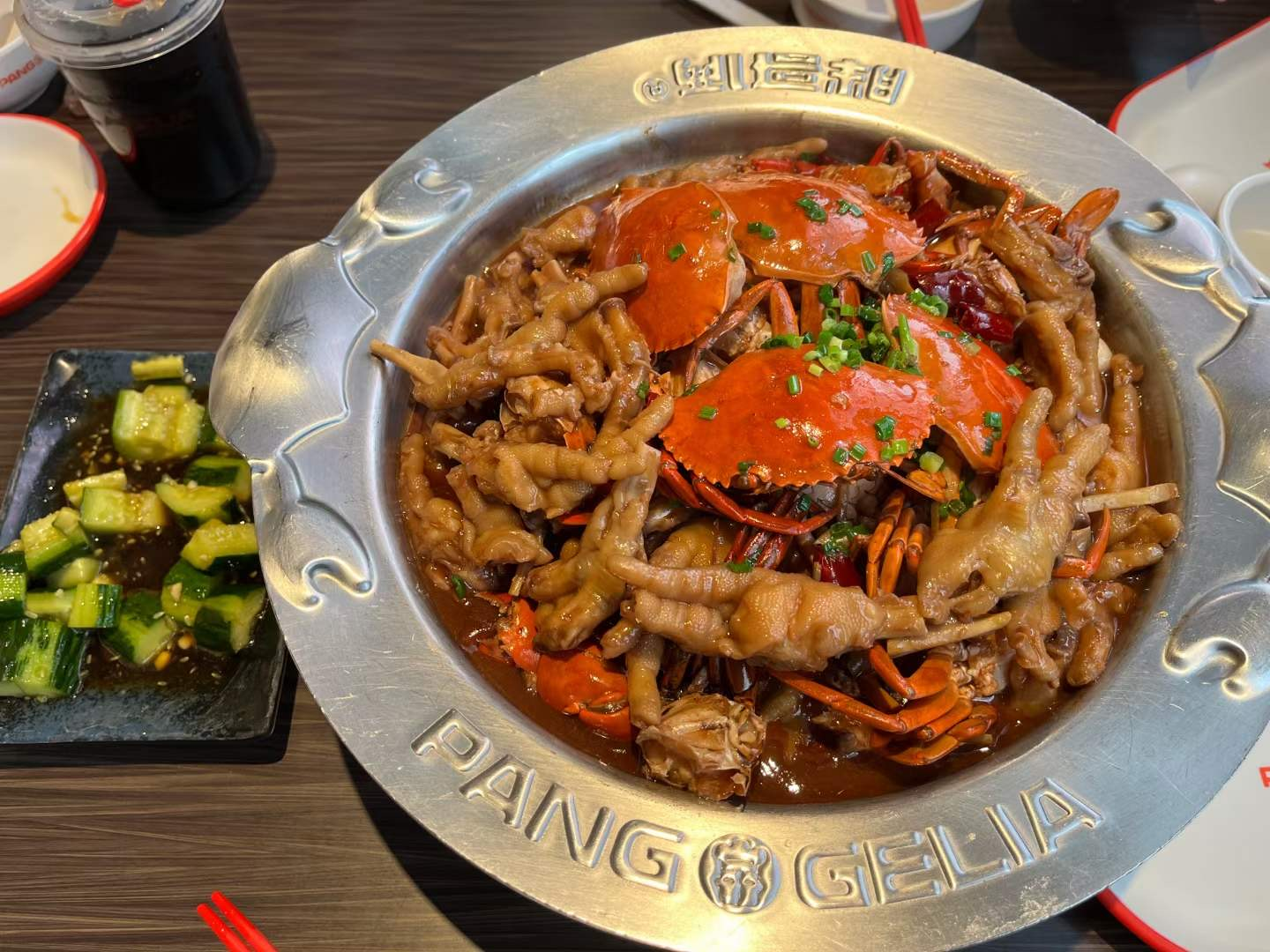
胖哥俩肉蟹煲

胖哥俩又稱胖哥俩肉蟹煲，是中華人民共和國一家餐廳連鎖，主营肉蟹煲、虾煲、鸡爪煲等煲类。由杭州胖哥俩餐饮管理有限公司負責經營，由陈炳斐以及张灵翰于2008年在浙江海鹽創辦。總店位於浙江海鹽，总部位于浙江杭州。胖哥俩旗下的门店分为合营店和加盟店，大城市以合营店为主，胖哥俩总部占股51%，门店日常管理由总部负责。
截至2020年底，胖哥俩入驻中国130多个城市，拥有门店400余家。2021年8月，胖哥俩位於北京市丰台區的凯德mall大峡谷店以及北京市朝陽區合生汇店被新京報曝光使用过期食材以及缺斤短两。隨後凯德mall大峡谷店以及合生汇店關門停業。自11月以来，胖哥俩肉蟹煲因各種問題累计被罚将近90万元人民币。2021年12月，胖哥俩肉蟹煲上海五角场店因牛蛙食材的兽药残留超标被罚5万元人民币。

## 外部連結
- 官方网站